# Kanton Toulouse-14
Toulouse-14 is een voormalig kanton van het Franse departement Haute-Garonne. Het kanton maakte deel uit van het arrondissement Toulouse. Het werd opgeheven bij decreet van 13 februari 2014 met uitwerking op 22 maart 2015.

## Gemeenten
Het kanton Toulouse-14 omvatte de volgende gemeenten:
- Aucamville
- Castelginest
- Fenouillet
- Fonbeauzard
- Gagnac-sur-Garonne
- Launaguet
- Saint-Alban
- Toulouse (deels, hoofdplaats)

Het kanton omvatte de volgende delen van de stad Toulouse:
- Barrière de Paris
- Ginestous
- Lalande
- Sesquières